# Bartabas

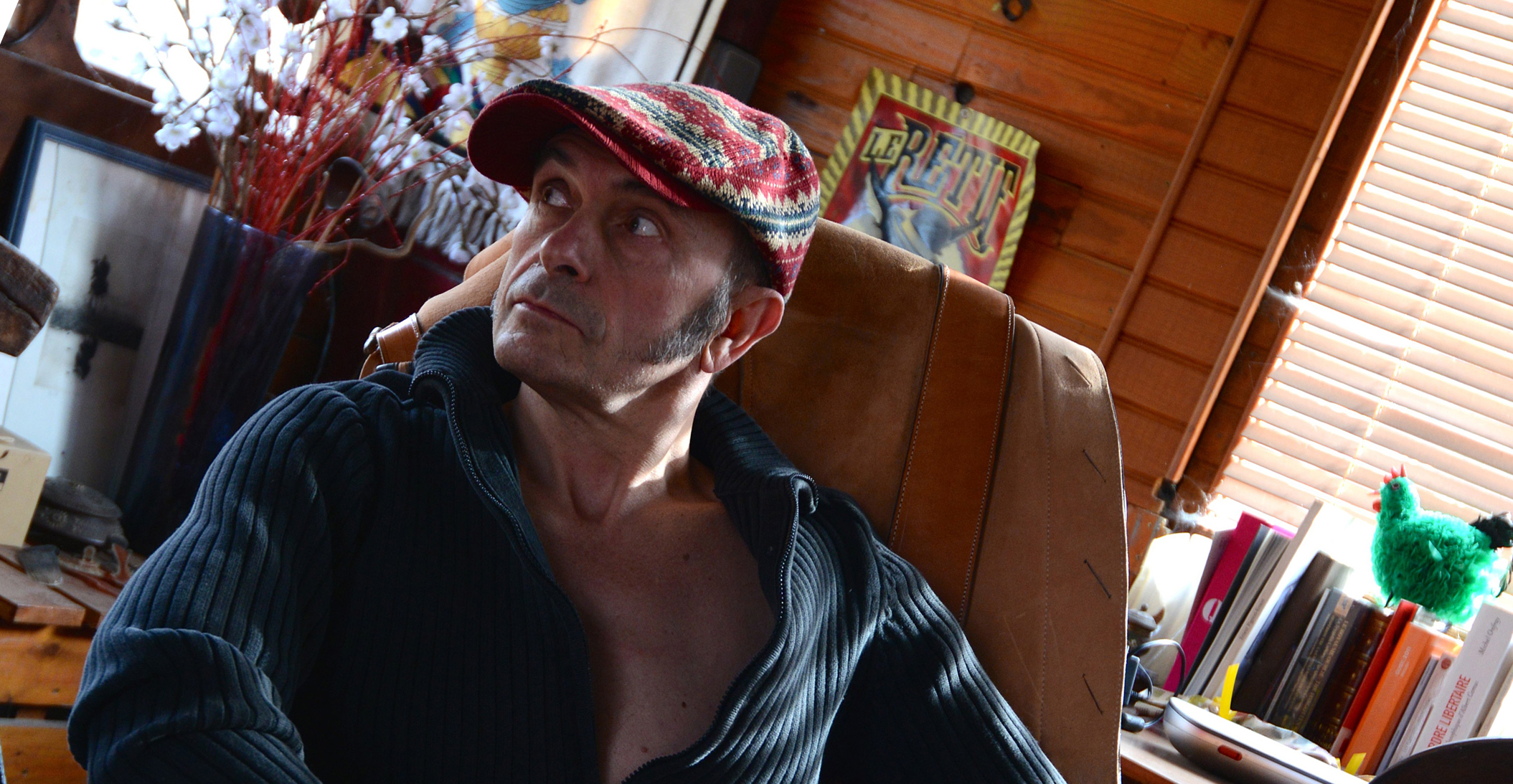
Bartabas

Bartabas of Clément Marty (Boulogne-Billancourt, 2 juni 1957) is een zigeuner en autodidact op het vlak van paarden.
Onder de naam Bartabas (een pseudoniem, zijn echte naam bij de burgerlijke stand te Parijs houdt hij bewust geheim) is hij bekend als Franse paardentemmer, die met grote paardenshows optreedt. Shows uit het verleden waren onder meer Zingaro (toevallig ook Italiaans voor "zigeuner"), Battuta, Eclipse en andere shows.
Als Frans Cavalier, en bekend paardendresseur, is Bartabas tevens choreograaf van de show. Al laat hij de exacte invulling van de show over aan de creativiteit van de paarden.
Bartabas werd geboren als zoon van een arts en een architect. Vanaf zijn 17e leefde hij op straat. In de jaren 80 begon Bartabas met drie vrienden zijn eerste paardencircus. Ze namen allen een gefingeerde naam aan - Bartabas, Igor, Branlo en Pailette - om daarmee de mythe te creëren dat ze van zigeuners afstamden. In hun voorstellingen speelde steevast het paard de hoofdrol. In 1985 werd de naam van het paardencircus gewijzigd in "Zingaro", vernoemd naar het lievelingspaard van Bartabas; een Fries paard die hij zelden of nooit zelf in de show bereden heeft. Zingaro stal de show zelf. Twee jaar later viel de groep uiteen, en kwam het circus in handen van Bartabas. De paardenrijschool van Bartabas (Académie du Spectacle Equestre) bevindt zich anno 2006 in Versailles.
Door de jaren heen heeft Zingaro zo'n zeven shows geproduceerd. In 2000 kwam Bartabas met zijn show "Triptyk" naar Nederland voor optredens in de Westergasfabriek.
Bartabas en zijn groep treden jaarlijks zo'n 160 tot 170 keer op.
Bartabas is ook actief als acteur, schrijver en producer van films.